# Émetteur d'Arnouville
L'émetteur d'Arnouville est une installation destinée à la transmission de la télévision et à la transmission d'ondes radio dans la ville de Petit-Bourg sur l'île de la Guadeloupe. Il est situé aux coordonnées 16° 13′ 31″ N, 61° 35′ 38″ O. 
Cet édifice appartenant à TDF est constitué d'un unique pylône haubané de 120 mètres de haut et a été achevé en 1962. Il s'agit de la plus haute structure du département guadeloupéen en 2018.
Sa position au centre de l'archipel permet à l'émetteur d'avoir une importante couverture sur le département pour la diffusion de la TNT et de la radio MF (Guadeloupe la Première). L'émetteur diffuse des ondes 2G, 3G et 4G pour les différents opérateurs mobiles locaux (Orange, Digicel, SFR), des ondes BLR à 3Ghz et FH (Faisceau Hertzien).